# Bettwiesen
Bettwiesen is een gemeente en plaats in het Zwitserse kanton Thurgau, en maakt deel uit van het district Münchwilen.
Bettwiesen telt 1058 inwoners.